# El sol que abrasa (película)
El sol que abrasa (en chino tradicional, 陽光普照; en chino simplificado, 阳光普照; pinyin, Yàngguāng pûzhào) es una película taiwanesa dirigida y coescrita por Chung Mong-hong. La película protagoniza Chen Yi-wen, Samantha Ko, Wu Chien-ho, Liu Kuan-ting. Estrenó en el Festival Internacional de Cine de Toronto el 6 de septiembre de 2019 y también se presentó en el Festival Internacional de Cine de Tokio. Recibió 11 nombramientos en el 56° festival de cine taiwanés llamado los Premios de Caballos Dorados, ganándose el premio de Mejor Largometraje y para Chung, Mejor Director. También fue seleccionada como la entrada taiwanesa para la Mejor Película Internacional en el 93° acontecimiento de los Premios Óscar.

## Sinopsis
Una familia de cuatro se fractura bajo el peso de las expectativas no cumplidas, una tragedia inesperada y un orgullo rígido.

## Reparto
- Chen Yi-wen como A-wen
- Samantha Ko como Qin
- Wu Chien-ho como A-he
- Liu Kuan-ting como Cai-tou
- Greg Hsu como A-hao
- Wen Chen-ling
- Ivy Yin

## Recepción
La película fue recibida positivamente por Peter Debruge en Variedad, Deborah Young en El Reportero de Hollywood y Anthony Kao en Cinema Escapist.  Los críticos encomiaron la disciplina de Chung así como la escritura y la actuación de los personajes. La película ganó el premio superior en los Premios de Caballos Dorados de 2019.

## Premios y nombramientos
| Año  | Ceremonia de premios                | Categoría | Candidato                                  | Resultado | Ref |
| ---- | ----------------------------------- | --- | ------------------------------------------ | --------- | --- |
| 2019 | 56.os Premios Caballares Dorados    | Mejor largometraje | Un Sol Ganó                                | [ 9 ]     |     |
| 2019 | 56.os Premios Caballares Dorados    | Mejor director | Chung Mong-hong Ganó                       | [ 9 ]     |     |
| 2019 | 56.os Premios Caballares Dorados    | Mejor actor principal | Wu Chien-ho Nominada                       | [ 10 ]    |     |
| 2019 | 56.os Premios Caballares Dorados    | Mejor actor principal | Chen Yi-wen Ganó                           |           |     |
| 2019 | 56.os Premios Caballares Dorados    | Mejor actriz principal | Samantha Ko Nominada                       |           |     |
| 2019 | 56.os Premios Caballares Dorados    | Mejor actor de reparto | Liu Kuan-ting Ganó                         |           |     |
| 2019 | 56.os Premios Caballares Dorados    | Mejor actriz reparto | Wen Chen-ling Nominada                     |           |     |
| 2019 | 56.os Premios Caballares Dorados    | Mejor guion original | Chung Mong-hong Y Chang Yao-sheng Nominado |           |     |
| 2019 | 56.os Premios Caballares Dorados    | Mejor cinematografía | Nagao Nakashima Nominado                   |           |     |
| 2019 | 56.os Premios Caballares Dorados    | Mejor canción original de película                                                                                        | "Viaje distante" Nominada                  |           |     |
| 2019 | 56.os Premios Caballares Dorados    | Mejor edición | Lai Hsiu-hsiung Ganó                       |           |     |
| 2019 | 56.os Premios Caballares Dorados    | Premio de elección de la audiencia                                                                                        | El sol que abrasa Ganó                     |           |     |
| 2020 | 14.ª Premios de películas asiáticas | Mejor película Nominadarowspan="" style="background-color:none;color:black; text-align:center; vertical-align:middle;" \| | El sol que abrasa Ganó                     |           |     |
| 2020 | 14.ª Premios de películas asiáticas | Mejor director | Chung Mong-hong Nominado                   |           |     |
| 2020 | 14.ª Premios de películas asiáticas | Mejor actor | Chen Yi-wen Nominado                       |           |     |
| 2020 | 14.ª Premios de películas asiáticas | Mejor actor de reparto | Liu Kuan-ting Nominado                     |           |     |
| 2020 | 14.ª Premios de películas asiáticas | Mejor actriz de reparto                                                                                                   | Samantha Ko Ganó                           |           |     |
| 2020 | 14.ª Premios de películas asiáticas | Mejor guion | Chung Mong-hong Y Chang Yao-sheng Nominado |           |     |
| 2020 | 14.ª Premios de películas asiáticas | Mejor edición | Lai Hsiu-hsiung Nominado                   |           |     |